# Johannes Ramharter
Johannes Ramharter (* 1. August 1960 in Wien) ist ein österreichischer Kunsthistoriker und Historiker.

## Leben
Ramharter studierte Kunstgeschichte und Jura an der Universität Wien und wurde 1986 promoviert. 1987 folgte seine Sponsion zum Mag.iur. am Juridikum der Universität Wien. 1989 legte er die Staatsprüfung des Instituts für Österreichische Geschichtsforschung ab. Von 1986 bis 1990 war Ramharter als wissenschaftlicher Mitarbeiter und Leiter der Sonderausstellungsorganisation im Kunsthistorischen Museum in Wien tätig.
1990 wechselte er als Geschäftsführer in die Firma Kunsttrans, in der er zahlreiche Ausstellungen im In und Ausland organisierte, betreute und managte. Von 1997 bis 1998 arbeitete er in der Firma "hs art service".
Seit 1998 ist er Geschäftsführer der Firma PONTE Organisation für kulturelles Management.

## Forschung
Forschungsschwerpunkte Ramharters sind neben der Stadtgeschichte Tullns die Salzburger Barockzeit, rechtshistorische Fragestellungen der Neuzeit und er schreibt Artikel zu jeweils vorzubereitenden aktuellen Ausstellungen sowie zur Waffenkunde.

## Schriften
- Der Bildhauer Jakob Gerold und die Salzburger Plastik um die Mitte des 17. Jahrhunderts. – Wien: Diss., 1985
- 100 Jahre Bezirkshauptmannschaft Tulln : 1892–1992 ; von Obrigkeit zu Bürgerservice. – Tulln: Bezirkshauptmannschaft Tulln, 1992
- Idee und Form – Zur Entstehung des barocken Kunstwerkes, Katalog zur Ausstellung, Tulln 1994
- Aus der Mappe eines Barockbildhauers : Johann Woraths Nachlaß im Stift Schlägl ; Katalog der Ausstellung vom 4. November bis zum 27. November 1994 im Stadtmuseum Linz – Nordico ; vom 20. Dezember 1994 bis zum 29. Jänner 1995 im Salzburger Barockmuseum – Salzburg : Eigenverl. d. Salzburger Barockmuseums, 1994
- „Weil der Altar alterhalben unförmblich und paufellig...“ – Rechtsfragen zur Ausstattung der Sakralbauten im Salzburger Raum (= Fontes Rerum Austriacarum – Fontes Juris Bd. 12) Wien 1996, ISBN 3205985206[2]
- Die Skulpturen des Stiftes, Geschichte des Bildhauerarbeiten im Stift Schlägl und in den inkorporierten Pfarren vom Mittelalter bis in die neueste Zeit (=Schlägler Schriften Band 11) Schlägl 1998
- Barocke Skulpturen der Residenzgalerie Salzburg: Bestandskatalog; Ausstellung in der Residenzgalerie Salzburg, 27. März–24. Mai 1999 – Salzburg : Residenzgalerie Salzburg, 1999, ISBN 3901443118
- Geschichten aus dem Wienerwald, Katalog zur Ausstellung in der Kartause Mauerbach (Beitrag: Monastisches aus dem Wienerwald), 26–39, Mauerbach, 2002, Amt der Niederösterreichischen Landesregierung, Abteilung Kultur und Wissenschaft, ISBN 3854602065
- Kirchberg am Wagram in der Barockzeit (= Mitteilungen des Heimatkundlichen Arbeitskreises für die Stadt und den Bezirk Tulln XXI) Tulln, 2005
- Profile einer landesfürstlichen Stadt, Aus den Ratsprotokollen der Stadt Tulln 1517–1679 (= Fontes Rerum Austriacarum Dritte Abteilung: Fontes Juris, Band 23), Wien – Köln – Weimar 2013, ISBN 978-3-205-78844-7
- Profile einer landesfürstlichen Stadt. Die Stadt Tulln in der frühen Neuzeit (1517–1679) (= Forschungen zur Landeskunde von Niederösterreich, Band 36), St. Pölten 2013, ISBN 978-3-901234-21-7

## Auszeichnungen und Ehrungen
- Berufstitel Professor am 14. Juni 2011
- Goldenes Ehrenzeichen des Landes Steiermark am 20. November 2013
- Großes Verdienstzeichen des Landes Salzburg am 9. Mai 2017